# Deutsche Basketballmeisterschaft der Frauen 1957
Die Endrunde um die Deutsche Basketballmeisterschaft der Frauen 1957 fand vom 11. bis 12. Mai 1957 zeitgleich mit den Titelkämpfen der Männer in Heidelberg statt. Die vier qualifizierten Mannschaften ermittelten in einem K.-o.-System den elften deutschen Basketballmeister der Frauen. Das Turnier gewann zum dritten Mal in Folge der Heidelberger TV, der sich im Finale mit 44:23 (26:15) gegen den USC Heidelberg durchsetzen konnte. Dritter wurde der VfL Lichtenrade, den vierten Platz belegte der ASV Berlin.
Zum zweiten Mal in der Geschichte der deutschen Meisterschaft der Frauen kamen Meister und Vizemeister aus derselben Stadt; dieser Fall trat bereits 1954 (Heidelberg) eingetreten sowie erneut in den Jahren 1976 und 1977 (Düsseldorf). Die Meistermannschaft des Heidelberger TV trat im Finale mit Käti Becht, Ingrid Frey, Helga Gieser, Gisela Heinker, Lore Himmel, Doris Holl, Hannelore Kreische, Hanne Lindowsky, Erika Pfeifer, Brigitte Stein und Erika Uhrig an.

## Turnierplan
|  | Halbfinale          | Halbfinale     |                 |  | Finale | Finale |
|  |                     |                |                 |  |        |        |
|  | Heidelberger TV     | 34             |                 |  |        |        |
|  | ASV Berlin          | 29             |                 |  |        |        |
|  |                     |                |                 |  |        |        |
|  |                     |                |                 |  |        |        |
|  | Heidelberger TV     | 44             |                 |  |        |        |
|  |                     | USC Heidelberg | 23              |  |        |        |
|  |                     |                |                 |  |        |        |
|  | Spiel um Platz drei |                |                 |  |        |        |
|  |                     |                | ASV Berlin      |  |        |        |
|  | USC Heidelberg      | 40             | VfL Lichtenrade |  |        |        |
|  | VfL Lichtenrade     | 36             |                 |  |        |        |